# Octopath Traveler II
Octopath Traveler II — ролевая видеоигра от студий Square Enix и Acquire. Является продолжением Octopath Traveler (2018) и третьим проектом в одноимённой серии, после приквела Octopath Traveler: Champions of the Continent (2020), хотя в ней фигурируют новые персонажи и сеттинг, отличные от предшественников. Релиз игры состоялся 24 февраля 2023 года.

## Сюжет
Octopath Traveler II сохраняет структуру оригинала, состоящую из историй восьми отдельных персонажей, переплетающихся друг с другом, однако герои и игровой сеттинг изменятся. Действие будет происходить в мире под названием Солистии, с более современным антуражем, отличным от средневековья предшественников — более близким к XIX и XX векам. Основными действующими лицами игры выступят: танцовщица Агнея; торговец Партио, воин Хикари, учёный Освальд, вор Трон, священнослужитель Теменос, аптекарь Касти и охотник Очетте. Род занятий персонажа связан с его основной целью, например, танцовщица Агнея стремится стать всемирно известной артисткой, а мечта торговца Партицио — заработать деньги и выбраться из бедности. История Хикари посвящена стремлению вернуться домой и забыть гнетущие битвы, Освальд желает отомстить человеку, который разрушил его жизнь, Трон находится в поисках свободы, истории Касти и Теменос связаны с личными открытиями о себе и своём прошлом, а Очетт ищет легендарных существ. Истории персонажей переплетаются больше, чем в предыдущих играх.

## Геймплей
Подобно первой части, Octopath Traveler II представляет собой традиционную японскую ролевую игру. Игрок поочерёдно выбирает между восемью персонажами, каждый из которых преследует собственную цель в игровом мире. У каждого из героев есть своё «путевое действие» — особое средство позволяющее соответствующему персонажу взаимодействовать с NPC, часто с целью получения особых предметов или заручиться поддержкой в бою. Нововведением в сиквеле являются отдельные «дневные» и «ночные» сегменты — действия будут различаться в зависимости от времени суток, что добавляет вариативности в игровой процесс. Например, игрок может выбрать Хикари чтобы сражаться с врагами в дневное время, для получения новых боевых навыков, однако ночью вместо этого можно потратить внутриигровую валюту на подкуп NPC для получения необходимой информации или предметов.
В игре также сохранена пошаговая боевая система, включая возможности «блока» и «ускорения». У каждого врага есть ряд скрытых атрибутов «слабости», связанных с уязвимостью к определённому оружию или элементам. После их обнаружения на экране отображается индикатор, и, если его использовать достаточное количество раз, враг ослабевает на некоторое время. Каждый ход накапливаются «очки ускорения», которые можно использовать для дополнительных ходов. Инновацией в боевой системе являются «Скрытые силы», которые функционируют аналогично играм серии Final Fantasy — они представляют собой приёмы, к которым можно получить доступ только после того, как в ходе битвы заполнится определённая шкала.

## Разработка
Игра была анонсирована 13 сентября 2022 года во время трансляции Nintendo Direct, а первые кадры игрового процесса появились через несколько дней на Tokyo Game Show. Как и в двух предыдущих частях серии, Octopath Traveler и Octopath Traveler: Champions of the Continent, в игре используется графический стиль, получивший название «HD-2D» — подход, который воссоздаёт 2D-пиксельный графический стиль эры 16-битных приставок, демонстрируя его в стиле 3D-диорамы высокой чёткости. На момент анонса игра уже была готова примерно на 90 %. Релиз проекта состоялся 24 февраля 2023 года для платформах Nintendo Switch, PlayStation 4, PlayStation 5 и Windows. В продажу также поступило ограниченное издание игры с фигурками всех восьми главных героев и арт-буком.

## Оценки
| Сводный рейтинг       | Сводный рейтинг          |
| Агрегатор             | Оценка                   |
| --------------------- | ------------------------ |
| Metacritic            | (NS) 84/100 (PS5) 86/100 |
| Иноязычные издания    |                          |
| Издание               | Оценка                   |
| Digital Trends        | [ 15 ]                   |
| Edge                  | 7/10                     |
| Game Informer         | 8,5/10                   |
| GameRevolution        | 9/10                     |
| Hardcore Gamer        | 4/5                      |
| IGN                   | 7/10                     |
| Nintendo Life         | [ 21 ]                   |
| NME                   | [ 22 ]                   |
| Nintendo World Report | 7,5/10                   |
| Push Square           | 9/10                     |
| RPGFan                | 91/100                   |
| Shacknews             | 8/10                     |

Согласно сайту-агрегатору рецензий Metacritic Octopath Traveler II получила «преимущественно благоприятные» отзывы.
Публицист из Nintendo Life похвалил игровой мир сиквела, написав: «Исследуете ли вы оживлённые улицы Нью-Дельты или пышные тропические руины Тото’Хаха, каждый биом заметно отличается от следующего и немного более креативен, чем отчасти лишённый воображения мир первой части». По мнению журналиста Game Informer считает, что игра была более сбалансированной, нежели её предшественница: «Бои кажутся более сбалансированными, с напряженным ритмом принимаемых решений, рассчитанных по времени, и они не затягиваются». Рецензенту IGN не понравилось, насколько точно игра следовала формуле серии: «Во многих отношениях она так же великолепна как и предшественница, но по этой же причине отсутствие новизны делает её немного менее волшебной».